# Agência Goiana de Habitação
| Agência Goiana de Habitação                                                       |                                 |
| Rua 18-A, n.º 541, Setor Aeroporto, Goiânia, Goiás · https://goias.gov.br/agehab/ |                                 |
| Criação                                                                           | 15 de outubro de 1999 (25 anos) |
|                                                                                   |                                 |
|                                                                                   |                                 |
| Atual Presidente                                                                  | Alexandre Baldy                 |

A  Agência Goiana de Habitação (AGEHAB) é uma empresa estatal do Estado de Goiás, atua como construtora de unidades habitacionais de interesse social e como executora da regularização fundiária em todo o território goiano. Sua criação foi determinada pela Lei Estadual n.º 13.532, de 15 de outubro de 1999, resultante da fusão da Companhia de Habitação de Goiás (Cohab), fundada em 1965, e da Companhia Habitacional do Estado de Goiás (Chego).

## Lista de secretários (presidentes)
| Presidentes da COHAB  | Presidentes da COHAB                  | Presidentes da COHAB | Presidentes da COHAB    | Presidentes da COHAB                                     | Presidentes da COHAB                         | Presidentes da COHAB |
| N.º                   | Nome                                  | Retrato              | Início do mandato       | Fim do mandato                                           | Governador de Goiás                          | Refs.                |
| --------------------- | ------------------------------------- | -------------------- | ----------------------- | -------------------------------------------------------- | -------------------------------------------- | -------------------- |
| 1                     | Irineu Borges do Nascimento           |                      | 2 de janeiro de 1962    | 31 de agosto de 1963                                     | Mauro Borges Teixeira                        | [ 3 ]                |
| 2                     | Alnei Guimarães Souza                 |                      | 31 de agosto de 1963    | 26 de novembro de 1964                                   | Mauro Borges Teixeira                        | [ 3 ]                |
| 3                     | Iberê Gilson                          |                      | 26 de novembro de 1964  | 26 de janeiro de 1965                                    | Carlos de Meira Mattos                       | [ 3 ]                |
| 4                     | Edmar de Souza Rezende                |                      | 26 de janeiro de 1965   | 1 de fevereiro de 1966                                   | Emílio Rodrigues Ribas Júnior                | [ 3 ]                |
| 5                     | Jair Lage Siqueira                    |                      | 1 de fevereiro de 1966  | 26 de maio de 1967                                       | Otávio Lage de Siqueira                      | [ 3 ]                |
| 6                     | Oton Nascimento                       |                      | 26 de maio de 1967      | 2 de setembro de 1968                                    | Otávio Lage de Siqueira                      | [ 3 ]                |
| 7                     | Ciro Machado do Espírito Santo        |                      | 2 de setembro de 1968   | 15 de março de 1971                                      | Otávio Lage de Siqueira                      | [ 3 ]                |
| 8                     | Nelson Teixeira Leão                  |                      | 15 de março de 1971     | 23 de abril de 1971                                      | Leonino Caiado                               | [ 3 ]                |
| 9                     | Benjamim Segismundo de Jesus Roriz    |                      | 23 de abril de 1971     | 3 de maio de 1972                                        | Leonino Caiado                               | [ 4 ]                |
| 10                    | Nelson Teixeira Leão                  |                      | 3 de maio de 1972       | 15 de março de 1975                                      | Leonino Caiado                               | [ 3 ]                |
| 11                    | Humberto Ludovico de Almeida          |                      | 15 de março de 1975     | 15 de maio de 1978                                       | Irapuan Costa Júnior                         | [ 3 ]                |
| 12                    | Ana Maria Taveira de C. A. M. Pacheco |                      | 15 de maio de 1978      | 15 de março de 1979                                      | Irapuan Costa Júnior                         | [ 3 ]                |
| 13                    | Oton Nascimento Júnior                |                      | 15 de março de 1979     | 22 de fevereiro de 1982 owspan="2" \|Ary Ribeiro Valadão |                                              | [ 3 ]                |
| 14                    | Gilberto Xavier de Almeida            |                      | 22 de fevereiro de 1982 | 15 de março de 1983                                      |                                              | [ 3 ]                |
| 15                    | Flávio Rios Peixoto da Silveira       |                      | 15 de março de 1983     | 20 de março de 1985                                      | - Iris Rezende - Onofre Quinan               | [ 5 ]                |
| 16                    | João Bosco Ribeiro                    |                      | 20 de março de 1985     | 10 de março de 1986                                      | - Iris Rezende - Onofre Quinan               |                      |
| 17                    | Servito de Menezes Filho              |                      | 10 de março de 1986     | 15 de março de 1987                                      | - Iris Rezende - Onofre Quinan               |                      |
| 18                    | Fernando Netto Safatle                |                      | 15 de março de 1987     | 9 de janeiro de 1990                                     | Henrique Santillo                            |                      |
| 19                    | Giuseppe Vecci                        |                      | 9 de janeiro de 1990    | 15 de março de 1991                                      | Henrique Santillo                            | [ 6 ]                |
| 20                    | Flávio Rios Peixoto da Silveira       |                      | 15 de março de 1991     | 14 de janeiro de 1993                                    | - Iris Rezende - Agenor Rodrigues de Rezende |                      |
| 21                    | Irondes José de Morais                |                      | 14 de janeiro de 1993   | 5 de abril de 1994                                       | - Iris Rezende - Agenor Rodrigues de Rezende |                      |
| 22                    | Genésio Vieira de Barros              |                      | 5 de abril de 1994      | 1 de janeiro de 1995                                     | - Iris Rezende - Agenor Rodrigues de Rezende |                      |
| 23                    | Ovídio Antônio de Ângelis             |                      | 1 de janeiro de 1995    | 7 de maio de 1998                                        | Maguito Vilela                               |                      |
| 24                    | Wellington Carlos da Silva            |                      | 7 de maio de 1998       | 4 de junho de 1998                                       | Naphtali Alves de Souza                      |                      |
| 25                    | Ângelo Rosa Ribeiro                   |                      | 4 de junho de 1998      | 1º de janeiro de 1999                                    | Helenês Cândido                              |                      |
| Presidentes da AGEHAB |                                       |                      |                         |                                                          |                                              |                      |
| 26                    | Giuseppe Vecci                        |                      | 1º de janeiro de 1999   | 1º de janeiro de 2003                                    | Marconi Perillo                              | [ 6 ]                |
| 27                    | José Carlos Siqueira                  |                      | 1º de janeiro de 2003   | 18 de março de 2008                                      | Marconi Perillo                              | [ 8 ]                |
| 28                    | Oton Nascimento Júnior                |                      | 18 de março de 2008     | 1 de janeiro de 2011                                     | Alcides Rodrigues                            |                      |
| 29                    | Giuseppe Vecci                        |                      | 1 de janeiro de 2011    | 1 de janeiro de 2014                                     | Marconi Perillo                              |                      |
| 30                    | Leonardo Vilela                       |                      | 1 de janeiro de 2014    | 1 de janeiro de 2015                                     | Marconi Perillo                              |                      |
| 31                    | Thiago Peixoto                        |                      | 1 de janeiro de 2015    | 25 de fevereiro de 2016                                  | Marconi Perillo                              |                      |
| 32                    | Joaquim Cláudio Figueiredo Mesquita   |                      | 25 de fevereiro de 2016 | 31 de janeiro de 2018                                    | Marconi Perillo                              |                      |
| 33                    | Cleomar Dutra                         |                      | 31 de janeiro de 2018   | 1 de janeiro de 2019                                     | José Eliton                                  | [ 9 ]                |
| 34                    | Eurípedes do Carmo                    |                      | 1 de janeiro de 2019    | 9 de junho de 2020                                       | Ronaldo Caiado                               | [ 10 ]               |
| 35                    | Lucas Fernandes de Andrade            |                      | 9 de junho de 2020      | 9 de setembro de 2021                                    | Ronaldo Caiado                               |                      |
| 36                    | Pedro Henrique Ramos Sales            |                      | 9 de setembro de 2021   | 4 de abril de 2023                                       | Ronaldo Caiado                               | [ 11 ] [ 12 ]        |
| 37                    | Alexandre Baldy                       |                      | 4 de abril de 2023      | atualidade                                               | Ronaldo Caiado                               | [ 13 ]               |